# Domenico Loria
Domenico Loria (Bari, 3 de gener del 1981) és un ciclista italià, que fou professional des del 2005 al 2010. El seu germà bessó Eugenio també es dedicà al ciclisme.

## Palmarès
- 2007
  - Vencedor de 3 etapes al Tour del Senegal
- 2008
  - Vencedor d'una etapa al Gran Premi ciclista de Gemenc